# High School Musical - La sfida (film 2008 Rípari)
High School Musical - La sfida (High School Musical: El Desafío) è un film del 2008 diretto da Eduardo Rípari.
Si tratta di uno spin-off del film statunitense High School Musical.  Il film, uscito nel marzo del 2008, è stato trasmesso anche in Italia, insieme all'omominima versione argentina, il 23 dicembre 2009 su Disney Channel.
Per partecipare al film gli attori hanno dovuto partecipare a High School Musical - La selección.
La trasmissione italiana del film presenta il formato video 4:3 pan and scan, ritagliato dall'originale formato 16:9.